# Keith Clanton
Keith Clanton (nacido el 18 de agosto de 1990 en Orlando, Florida, Estados Unidos) es un jugador de baloncesto estadounidense  que pertenece a la plantilla del SAM Basket Massagno de la Liga Nacional de Baloncesto de Suiza. Con 2,06 metros de altura, juega en la posición de ala-pívot y pívot.

## Trayectoria deportiva
Keith es un jugador formado en UCF Knights y que ha desarrollado su carrera baloncestística en Polonia, Israel, Grecia y una breve instancia en Puerto Rico en las filas de los Leones de Ponce.
En 2016, firma por el PAOK Salónica.